# Otus mindorensis
Otus mindorensis là một loài chim trong họ Strigidae.